# Изчезване на Елоис Урледж
Елоис Урледж (на английски: Eloise Worledge) е австралийско осемгодишно дете, което на 12 януари 1976 г. изчезва безследно от дома си. Никой не е арестуван за отвличането, което днес се счита за студено досие.

## Откриване на липсата
Четиригодишният брат на Елоис забелязва, че тя не е в стаята си в 07:30 ч. По-късно казва на полицията, че е чул „разбойници“, които са отвлекли сестра му - но е бил твърде уплашен, за да каже нещо, защото мислил, че и него ще го вземат. Няма признаци на борба. Той описва шумове, които полицията смята за съвместими със стъпките по мокета на стаята.

## Разследване
Полицията смята, че Елоис е взета от леглото си от някой, когото познава и му вярва, и просто е напуснала къщата през входната врата, която е оставена отключена. Друга възможност е, че тя може да е отвлечена от мародер, за който е известно, че е в района по онова време.
За тъмнозелената кола, която ускорява по Скот Стрийт в 02:00 ч. сутринта, се съобщава от съсед. Около полунощ Ан Сейм, друга съседка, казва, че е видяла млад мъж, който се разхожда до оградата на дома на Урледж, което я кара да се чувства толкова неспокойна, че прекосява улицата за да го избегне. По същото време Моли Солтс, която живее по-надолу по улицата, вижда как млад мъж прескача оградата на имота на Урледж, след като тича пред колата ѝ от другата страна на улицата. В 02:00 ч. сутринта Дафне Оуен-Смит чува вик на дете и шум от кола. Ан Сейм твърди също, че чува това по едно и също време.
Кора от дърво пред прозореца на Урледж се намира на пода в спалнята. Малка дупка е изрязана в стъклото на прозореца ѝ, но съдебните изследвания показват, че тя е била отрязана отвътре. Полицията смята, че дупката е твърде малка, за да бъде използвана от похитителя, и това не позволява тя да бъде пренесена през отворения прозорец на спалнята.
И двамата родители първоначално са третирани като заподозрени. По време на изчезването на Елоис, и двамата родители имат любовници, а баща ѝ е смятан за депресиран, поради настъпващия развод. Той трябва да се изнесе в деня, когато Елоис изчезва. Старши полицай Назаретян заявява през 2002 г., че Патси Урледж е разказала на полицията по време на изчезването на дъщеря си, че тя е била замесена в изчезването, като средство за удължаване на неизбежното ѝ взимане от бащата.
В нощта на изчезването на Елоис, баща ѝ си ляга час и половина след нея и около час след съпругата му Патси. Той оставя отворена вратата, защото не знае, че Патси е забравила да я затвори. В коридора се оставя включено осветлението, когато децата лягат всяка вечер, а последният от родителите я изключва, когато отива да спи, но полицията заявява, че в онази нощ „Линдзи Урледж не изключва лампата в коридора“. Около 04:45 ч. сутринта, Патси се събужда и, когато отива до тоалетната забелязва, че лампата е изключена. Почти е сигурно, че тогава Елоис Урледж вече е била отвлечена.
Въпреки огромното търсене и възнаграждение от 10 000 щатски долара (което е равно на $53 178 през 2010 г.), няма и следа от Елоис. Детективите за убийства от студени досиета отново разследват случая през 2001 г., но без резултат. Линдзи Урледж умира през 2017 г., 41 години след изчезването на дъщеря му.